# Амагельдинський сільський округ
Амагельди́нський сільський округ (каз. Амангелді ауылдық округі, рос. Амагельдинский сельский округ) — адміністративна одиниця у складі Таскалинського району Західноказахстанської області Казахстану. Адміністративний центр — село Амангельди.
Населення — 1227 осіб (2021; 1378 у 2009, 1474 у 1999, 1337 у 1989).
Станом на 1989 рік існувала Амангельдинська сільська рада (села Амангельди, Біленьке, Єрмольчево, Чижа-1). Після 1999 року села Біленьке та Єрмольчево були передані до складу Чижинського сільського округу.

## Склад
До складу округу входять такі населені пункти:
| Населений пункт  | Старі назви | Населення, осіб (1989) | Населення, осіб (1999) | Населення, осіб (2009) | Населення, осіб (2021) |
| ---------------- | ----------- | ---------------------- | ---------------------- | ---------------------- | ---------------------- |
| Амангельди, село | -           | 1067                   | 1171                   | 1165                   | 1226                   |
| Чижа-1, село     | Чижа 1-а    | 270                    | 303                    | 213                    | 1                      |